# Melegnanello
Melegnanello (Marianél in dialetto lodigiano) è una frazione del comune lombardo di Turano Lodigiano.

## Storia
La località, piccolo borgo agricolo, fu attestata per la prima volta nel 1261. Comprendeva la frazione di Terenzano.
In età napoleonica (1809-16) al comune di Melegnanello fu aggregata Turano, ridivenuta autonoma con la costituzione del regno Lombardo-Veneto.
All'Unità d'Italia (1861) il comune contava 780 abitanti. Nel 1869 fu aggregato a Turano.